# Laibacher Becken
Das Laibacher Becken (slowenisch Ljubljanska kotlina, als Naturraum Dno Ljubljanske kotline) ist ein randalpines Becken zwischen den Steiner Alpen (Kamniško-Savinjske Alpe) und dem Karstgebirge Sloweniens (Dinarski kras Slovenije). Es erstreckt sich in X-Form über etwa 30 × 20 km (rund 400 km²) und bildet den städtischen Großraum von Ljubljana und den Lebensraum für 420.000 Menschen. Verkehrsmäßig ist es Knotenpunkt zwischen den Südalpen, Krain und der Adria.
Das Zentrum des Laibacher Beckens durchfließt von Nordwesten die Save und von Südwesten ihr Nebenfluss Ljubljanica. Zwischen dem Ljubljanski vrh und der Ulovka (801 m) öffnet sich der kürzeste und flachste Übergang aus dem Becken über die waldigen Karsthöhen Innerkrains zur Küste der Adria.

## Geografie und Biologie
Um das Becken von Ljubljana erhebt sich das bewaldete Mittelgebirge Polhograjsko hribovje (750 bis 1200 m, siehe auch Gorenjska) sowie Rakitna, Bloke, Suha Krajina und Posavsko hribovje. Die Hauptstadt trennt die fruchtbare Tiefebene im Norden (Ljubljansko polje) und die etwas tiefer gelegene Sumpflandschaft im Süden (Laibacher Moor, Ljubljansko barje). Letztere ist zwar agrarisch ohne Bedeutung, aber von hoher Biodiversität geprägt und daher ein Natura-2000-Gebiet. An Vögeln sind hier u. a. Schwarzstorch und Schilfrohrsänger heimisch, ferner Wachtelkönig, Kornweihe und Rotfußfalke.
Tagsüber kommt es im Laibacher Becken zu einem Durchgreifen einer Windströmung, die vorwiegend aus dem Osten und Südosten kommt; im Sinne eines mesoskaligen Zirkulationssystems, das sich zwischen den Alpen und dem Vorland ausbildet.
Vergleichbare geografische Einheiten dieses Großraumes sind die Save-Ebene, die Savinja-Ebene (Sann-Ebene) und das Becken von Cilli (Celjska kotlina).